# 오마르 지뢰 박물관

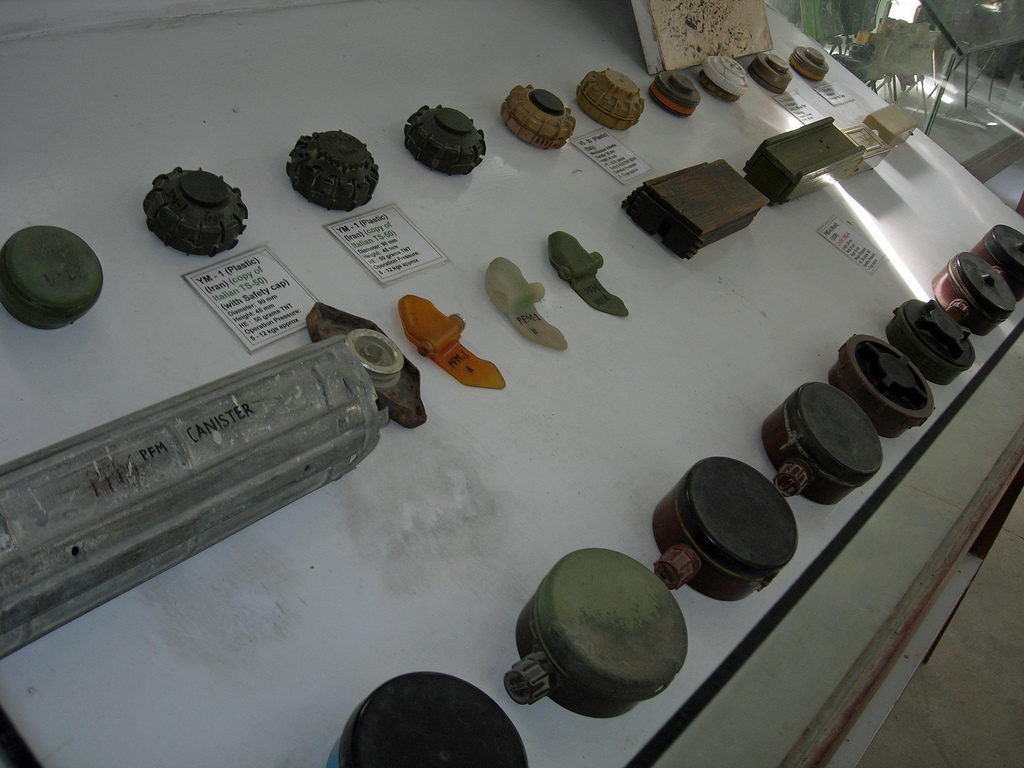

오마르 지뢰 박물관은 아프가니스탄 카불에 있는 박물관이다. 아프가니스탄에서 사용된 53종의 지뢰 중 51종의 지뢰를 보유하고 있다. 이 박물관의 소장품은 2002년 미국의 침공시 사용된 불발탄, 집속탄 등을 포함하고 있다.